# Pericrocotus ethologus
El minivet colilargo (Pericrocotus ethologus) es una especie de ave paseriforme de la familia Campephagidae, que se encuentra en Afganistán, Bangladés, Bután, China, India, Laos, Birmania, Nepal, Pakistán, Tailandia y Vietnam.

## Descripción
Mide entre 17,5 y 20,5 cm de longitud. Presenta dimorfismo sexual. La cabeza, las partes superiores y las remeras de las alas del macho son negras brillantes, y las de la hembra gris pizarra oscuro a oliváceo. El pecho, viente, obispillo, las coberteras de las alas y las coberteras superiores de la cola del macho son rojas, mientras que el obispillo y las franjas de las alas de la hembra son amarillas. El plumaje de las partes inferiores de la hembra, su frente y garganta varían del amarillo intenso al blanquecino según las subespecies.

## Hábitat
Vive en bosques tropicales o subtropicales de pinos u otros árboles perennes, entre los 900 y 3100 m de altitud.